# Groß Pothlack
Groß Pothlack (ein russischer Name ist nicht bekannt) war ein ostpreußischer Ort in der heutigen Oblast Kaliningrad (Gebiet Königsberg (Preußen)) in der Russischen Föderation. Seine Ortsstelle liegt im Gebiet des Munizipalkreises Rajon Prawdinsk (Stadtkreis Friedland).

## Geographische Lage
Die Ortsstelle von Groß Pothlack liegt 800 Meter südwestlich des Ortes Rasdolje, dessen deutscher Name „Klein Pothlack“ war. Bis zur früheren Kreis- und heutigen Rajonshauptstadt Friedland (russisch Prawdinsk) sind es sechs Kilometer in nordwestlicher Richtung, bis zu  der heute auf polnischem Hoheitsgebiet gelegenen zwischenzeitlichen Kreismetropole Bartoszyce (deutsch Bartenstein) 27 Kilometer in südwestlicher Richtung.

## Geschichte
Das einstige Groß Podlacken genannte Vorwerk hieß nach 1785 Groß Potlack und nach 1820 dann Groß Potlack. Als eine Landgemeinde kam Groß Pothlack 1874 zum neu errichteten Amtsbezirk Böttchersdorf (russische Sewskoje) im ostpreußischen Kreis Friedland (1927 bis 1945: „Kreis Bartenstein“).
Am 17. Juli 1893 wurde die Landgemeinde Groß Pothlack in den Gutsbezirk Groß Wohnsdorf im Amtsbezirk Groß Wohnsdorf eingegliedert, während am 14. April 1912 aus den zum Gutsbezirk Groß Wohnsdorf gehörenden Vorwerken Groß Pothlack und Krügerwalde der neue Gutsbezirk Krügerwalde gebildet wurde.
1945 wurde in Kriegsfolge das gesamte nördliche Ostpreußen an die Sowjetunion abgetreten. Danach verliert sich die Spur des bisherigen Orts Groß Pothlack. Er scheint nicht wieder besiedelt worden zu sein, denn auch eine russische Namensform ist nicht bekannt. So gilt er als untergegangener Ort und Wüstung in der russischen Oblast Kaliningrad (Gebiet Königsberg (Preußen)), in deren Munizipalkreis Rajon Prawdinsk (Stadtkreis Friedland) seine Ortsstelle heute liegt.

## Religion
Christentum
Bis 1945 war Groß Pothlack in den Sprengel Böttchersdorf der vereinigten evangelischen Kirchengemeinden Böttchersdorf-Allenau (russisch Sewskoje-Poretschje) in der Kirchenprovinz Ostpreußen der Kirche der Altpreußischen Union, außerdem in die römisch-katholische Pfarrei Friedland (bis 1931: Tapiau) im Bistum Ermland eingepfarrt.

## Verkehr
Zur nicht mehr erkennbaren Ortsstelle Groß Pothlack führt ein Weg von Sewskoje an der russischen Regionalstraße 27A-083 (ex A 196, frühere deutsche Reichsstraße 131). Vor 1945 war Böttchersdorf die nächste Bahnstation. Sie lag an der Bahnstrecke Königsberg–Angerburg.